# Kate Toncray
Kate Toncray, nota anche come Kate V. Toncray (St. Louis, 1867 – New York, 6 dicembre 1927) è stata un'attrice statunitense attiva dal 1905 al 1925 partecipando a circa 180 film; attrice caratterista, si specializzò in ruoli materni, lavorando assiduamente alla Biograph.

## Biografia
Il debutto nel cinema, Kate Toncray lo fece nel 1905, all'età di 38 anni, protagonista di The White Caps, un cortometraggio prodotto dalla Edison.
Dal 1908, comincia a lavorare continuativamente per il cinema, diretta da Griffith, che in quegli anni è diventato il regista di punta della società Biograph.

## Filmografia

### 1905
- The White Caps, regia di Wallace McCutcheon, Edwin S. Porter

### 1906
- The Tunnel Workers

### 1908
- A Smoked Husband, regia di D.W. Griffith

### 1909
- A Baby's Shoe, regia di D.W. Griffith
- The Little Darling, regia di D.W. Griffith

### 1910
- The Cloister's Touch, regia di D.W. Griffith
- A Flash of Light, regia di D.W. Griffith
- A Salutary Lesson, regia di D.W. Griffith
- Little Angels of Luck, regia di D.W. Griffith
- The Oath and the Man, regia di D.W. Griffith
- Rose O'Salem Town, regia di D.W. Griffith
- The Golden Supper, regia di D.W. Griffith

### 1911
- La sua fedeltà, regia di D.W. Griffith
- Fate's Turning, regia di D.W. Griffith
- A Wreath of Orange Blossoms, regia di D.W. Griffith e Frank Powell
- Heart Beats of Long Ago, regia di D.W. Griffith
- Fisher Folks, regia di D.W. Griffith
- A Decree of Destiny, regia di D.W. Griffith
- Conscience, regia di D.W. Griffith
- Comrades, regia di Dell Henderson e Mack Sennett
- Was He a Coward?, regia di D.W. Griffith
- Teaching Dad to Like Her, regia di D.W. Griffith
- The Spanish Gypsy, regia di D.W. Griffith
- The Chief's Daughter, regia di D.W. Griffith
- Paradise Lost, regia di D.W. Griffith
- A Knight of the Road, regia di D.W. Griffith
- The Two Sides, regia di D.W. Griffith
- The New Dress, regia di D.W. Griffith
- The Manicure Lady, regia di Mack Sennett
- The Crooked Road, regia  di D.W. Griffith
- The Primal Call, regia  di D.W. Griffith
- Fighting Blood, regia di David W. Griffith
- Bobby, the Coward, regia  di D.W. Griffith
- The Indian Brothers , regia di D.W. Griffith
- The Last Drop of Water, regia  di D.W. Griffith
- The Ruling Passion, regia di D.W. Griffith
- The Blind Princess and the Poet, regia di David W. Griffith
- The Rose of Kentucky, regia di D.W. Griffith
- The Baron, regia di Mack Sennett
- Her Awakening, regia di D.W. Griffith
- The Making of a Man, regia di David W. Griffith
- The Long Road, regia di D.W. Griffith
- Love in the Hills, regia di D.W. Griffith
- The Battle, regia di D.W. Griffith
- Through Darkened Vales, regia di D.W. Griffith
- Cuore d'avaro (The Miser's Heart), regia di David W. Griffith
- The Failure, regia di David W. Griffith
- Caught with the Goods, regia di Mack Sennett

### 1912
- Brave and Bold, regia di Mack Sennett
- The Old Bookkeeper, regia di D.W. Griffith
- Per suo figlio, regia di D.W. Griffith
- Under Burning Skies, regia di D.W. Griffith
- A String of Pearls, regia di D.W. Griffith
- Iola's Promise, regia di David W. Griffith – cortometraggio
- Hot Stuff, regia di Mack Sennett
- Those Hicksville Boys, regia di Mack Sennett
- Oh, Those Eyes, regia di Mack Sennett
- Won by a Fish, regia di Mack Sennett
- One Is Business, the Other Crime, regia di D.W. Griffith
- The Leading Man, regia di Mack Sennett
- The Fickle Spaniard, regia di Dell Henderson e Mack Sennett
- When the Fire-Bells Rang, regia di Mack Sennett
- His Lesson, regia di D.W. Griffith
- When Kings Were the Law, regia di D.W. Griffith
- An Outcast Among Outcasts, regia di D.W. Griffith e Wilfred Lucas
- Tomboy Bessie, regia di Mack Sennett
- Home Folks, regia di D.W. Griffith
- Neighbors, regia di Mack Sennett
- Trying to Fool Uncle, regia di Mack Sennett
- An Indian Summer, regia di D.W. Griffith
- The Speed Demon, regia di Mack Sennett
- His Own Fault, regia di Mack Sennett
- Heaven Avenges, regia di D.W. Griffith
- The Sands of Dee, regia di D.W. Griffith
- Willie Becomes an Artist, regia di Mack Sennett
- What the Doctor Ordered, regia di Mack Sennett
- The Tourists, regia di Mack Sennett
- A Child's Remorse, regia di D.W. Griffith
- The Inner Circle, regia di D.W. Griffith
- A Change of Spirit, regia di D.W. Griffith
- Blind Love, regia di D.W. Griffith
- Love's Messenger, regia i Dell Henderson
- A Limited Divorce, regia di Dell Henderson
- Heredity, regia di D.W. Griffith
- The Massacre, regia di D.W. Griffith
- Bill Bogg's Windfall, regia di Dell Henderson

### 1913
- The Bite of a Snake, regia di Dell Henderson
- The Best Man Wins, regia di Dell Henderson
- The High Cost of Reduction, regia di Dell Henderson
- What Is the Use of Repining?, regia di Dell Henderson
- The Press Gang, regia di Dell Henderson
- There Were Hoboes Three, regia di Dell Henderson
- An Up-to-Date Lochinvar, regia di Dell Henderson
- Love in an Apartment Hotel, regia di David W. Griffith
- Look Not Upon the Wine, regia di Dell Henderson
- Tightwad's Predicament, regia di Dell Henderson
- The Power of the Camera, regia di Dell Henderson
- A Welcome Intruder, regia di David W. Griffith
- The Old Gray Mare, regia di Dell Henderson
- The Hero of Little Italy, regia di D.W. Griffith
- A Lesson to Mashers, regia di Dell Henderson
- He Had a Guess Coming, regia di Dell Henderson
- The Cure, regia di Dell Henderson
- The Lady and the Mouse, regia di David W. Griffith
- Blame the Wife, regia di Dell Henderson
- The Wanderer, regia di David W. Griffith
- Frappe Love, regia di Dell Henderson
- The Hicksville Epicure, regia di Dell Henderson
- Cinderella and the Boob, regia di Dell Henderson
- The Trimmers Trimmed, regia di Dell Henderson
- Highbrow Love, regia di Dell Henderson
- Slippery Slim Repents, regia di Dell Henderson
- Red Hicks Defies the World, regia di Dell Henderson
- Jenks Becomes a Desperate Character, regia di Dell Henderson
- Almost a Wild Man, regia di Dell Henderson
- An Old Maid's Deception, regia di Dell Henderson
- The Reformers; or, The Lost Art of Minding One's Business, regia di David W. Griffith
- Those Little Flowers, regia di Dell Henderson
- Mr. Spriggs Buys a Dog, regia di Dell Henderson
- The Widow's Kids, regia di Dell Henderson
- Cupid and the Cook, regia di Dell Henderson
- Under the Shadow of the Law, regia di Anthony O'Sullivan
- The Suffragette Minstrels, regia di Dell Henderson
- Objections Overruled, regia di Dell Henderson
- Among Club Fellows
- Baby Indisposed
- A Saturday Holiday
- Dyed But Not Dead
- Scenting a Terrible Crime
- So Runs the Way, regia di Christy Cabanne - cortometraggio
- The Winning Punch, regia di Edward Dillon
- Mrs. Casey's Gorilla

### 1914
- Giuditta di Betulla (Judith of Bethulia), regia di David W. Griffith
- Brute Force, regia di David W. Griffith
- Liberty Belles, regia di Dell Henderson
- The Backslider, regia di J. Farrell MacDonald
- Who's Looney Now?
- Martin Chuzzlewit, regia di Travers Vale e Oscar Apfel
- Life's Stream
- Little Miss Make-Believe
- For Her People
- The Suffering of Susan

### 1915
- The Third Act, regia di Travers Vale
- Père Goriot, regia di Travers Vale
- The Healers
- The Americano
- Tangled Paths, regia di Christy Cabanne
- The Noon Hour
- The Lamb, regia di Christy Cabanne
- The Feud, regia di F.I. Butler
- Old Heidelberg, regia di John Emerson
- A Romance of the Alps
- Double Trouble, regia di Christy Cabanne

### 1916
- The Rejuvenation of Aunt Mary, regia di Edward Dillon
- Little Meena's Romance
- Susan Rocks the Boat
- Amore malvagio, regia di  Chester M. Franklin e Sidney Franklin
- Love's Getaway
- Casey at the Bat, regia di Lloyd Ingraham
- Puppets, regia di Tod Browning
- A Calico Vampire
- The Lady Drummer

### 1917
- The Little Yank
- Stage Struck, regia di Edward Morrissey - mediometraggio
- Hands Up!, regia di Tod Browning e Wilfred Lucas
- Rebecca of Sunnybrook Farm, regia di Marshall Neilan

### 1918
- Up the Road with Sallie, regia di William Desmond Taylor
- Viviette, regia di Walter Edwards
- Battling Jane, regia di Elmer Clifton
- The Hope Chest, regia di Elmer Clifton

### 1919
- Boots, regia di Elmer Clifton
- Peppy Polly, regia di Elmer Clifton
- Nobody Home, regia di Elmer Clifton
- Turning the Tables, regia di Elmer Clifton

### 1921
- The Charm School
- Prisoners of Love
- The Match-Breaker
- Silent Years, regia di Louis J. Gasnier

### 1922
- Bing Bang Boom, regia di Fred J. Butler
- The Snowshoe Trail, regia di Chester Bennett

### 1923
- The Country Kid, regia di William Beaudine

### 1924
- Lovers' Lane, regia di William Beaudine e di Phil Rosen

### 1925
- The Narrow Street, regia di William Beaudine
- Il babbo andò a Parigi, regia di Frank Borzage
- Bobbed Hair, regia di Alan Crosland